# 各務原市埋蔵文化財調査センター
各務原市埋蔵文化財調査センター（かかみがはらしまいぞうぶんかざいちょうさセンター）は岐阜県各務原市の公共施設（埋蔵文化財センター・博物館）

## 概要
- 埋蔵文化財の発掘、調査、研究及び収蔵並びに展示活用を目的とした施設である。1991年（平成3年）7月開館[1]。
- 各務原市立中央図書館に併設する。中央図書館の建物のうち、地下1階（地下収蔵庫）、1階の一部、3階の一部が該当する。3階には歴史ギャラリーが開設され、収蔵品の一部が展示されている[2]。

## 沿革
- 1991年（平成3年）7月 - 各務原市歴史民俗資料館から考古分野資料などの資料管理部門が分離し、各務原市埋蔵文化財調査センターとして開館。各務原市立中央図書館に併設[3]。
- 2011年（平成23年）8月26日 - 各務原市水道事業庁舎内に移転する[4]。
- 2017年（平成29年）10月 - 各務原市立中央図書館内に移転する[5]。歴史ギャラリーを設置。

## 主な収蔵物
- 桐野遺跡出土品（旧石器時代）
- 宮塚遺跡出土品（旧石器時代）
- 六軒遺跡出土品（旧石器時代）
- 炉畑遺跡出土品（縄文時代） - 県指定重要文化財
- 宮塚遺跡出土品（弥生時代）
- 鵜沼古市場遺跡出土品（弥生時代）
- 一輪山古墳出土品 - 三角縁波紋帯四神二獣鏡は市指定文化財
- 熊田山北古墳群出土品
- 半の木洞古墳出土品
- 天狗谷古墳群出土品
- 大牧古墳群（大牧1号古墳、ふな塚古墳など）出土品
- 三井山古墳出土品
- 坊の塚古墳出土品
- 大伊木山西古墳出土品
- 野口廃寺出土品
- 山田寺跡出土品 - 山田寺塔心礎納置銅壺は国指定重要文化財
- 美濃須衛古窯跡群（天狗谷遺跡など）出土品
- 承国寺遺跡出土品
- 鵜沼古市場遺跡出土品
- 旗本徳山更木陣屋跡出土品

## 主な刊行物
- 埋蔵文化財調査センター年報　※2020年からは歴史民俗資料館だよりと統合し、かかみがはら百科（歴史民俗資料館発行）
  - かかみがはらの埋文　※1993年から2014年まで
  - 轍　※2015年から2019年まで
- 発掘調査報告書
- 歴史講座「かかみ野古代史紀行」講義録

## 利用案内
- 住所：岐阜県各務原市那加門前町3丁目1-3（中央図書館内）
- 営業時間：10:00 - 17:00
- 休館日：月曜日(その日が祝日に当たる場合はその翌日)、祝日、年末年始（12月28日 - 1月4日）
- 利用料金：無料

## 交通アクセス

### 公共交通機関
- 名鉄各務原線：「市民公園前駅」下車、徒歩ですぐ。
- 各務原市ふれあいバス
  - 那加線：「市民公園中央図書館前」停留所下車、徒歩ですぐ。　
  - 那加線・稲羽線・川島線・蘇原線：「各務原市役所前」停留所下車、徒歩で約7分。

### 自動車
- 東海北陸自動車道 岐阜各務原ICから約10分。

## 周辺施設
- 各務原市民公園
- 各務原市立中央図書館　※併設
- 各務原市歴史民俗資料館　※併設
- 各務原市立那加第二小学校
- 各務原市立那加中学校
- 各務原勤労会館
- 新境川堤